# صوفيان (سرتشهان)
صوفیان (بالفارسية: صوفیان) هي قرية تقع في إيران في قسم سرتشهان الريفي. يقدر عدد سكانها بـ 192 نسمة بحسب إحصاء 2016.